# Филиппов, Василий Родионович
Василий Родионович Филиппов (26 апреля 1913 года, Иркутская губерния, — 3 сентября 1993 года, г. Улан-Удэ, Российская Федерация) — советский государственный и партийный деятель, председатель Совета Министров Бурятской АССР (1958—1960), первый секретарь Бурятского областного комитета КПСС (1960—1962).

## Биография
С 1931 — начальник отдела культурно-пропагандистского районного комитета ВЛКСМ, с 1936 — в ВКП(б), заведующий аграрным отделом Бурят-Монгольского областного комитета ВКП(б), первый секретарь районного комитета ВКП(б) Бурят-Монгольской АССР.
В 1939 окончил ветеринарный факультет Бурят-Монгольского зооветеринарного института, после чего был ассистентом, исполняющим обязанности доцента и доцентом в этом институте.
Кандидат биологических наук, доктор ветеринарных наук, впоследствии профессор и декан факультета зоологии, позже факультета ветеринарии.
Кандидатскую диссертацию защитил в 1947 в Казани на тему: «Сравнительное изучение стимулирующего действия тестолизата Тушнова и антиретикулярной цитотоксической сыворотки Богомольца на процесс образования агглютининов».
Докторскую диссертацию защитил в 1953 в Московской ветеринарной академии на тему: «Изучение влияния антитуберальной невротоксической сыворотки на иммунобиологические свойства животного организма».
В 1947—1969 гг. — заведующий кафедрой патологической физиологии Бурят-Монгольского зооветеринарного института, одновременно с 1947 до января 1958 заместитель директора, а затем директор этого института.
С 17 января 1958 года по 24 ноября 1960 года — Председатель Совета Министров Бурятской АССР.
Депутат Верховного Совета СССР 4-6 созыва.

## Награды
Награждён Орденом Ленина и Орденом Октябрьской Революции.